# جويل فاينبيرغ
جويل فاينبيرغ (بالإنجليزية: Joel Feinberg)‏ هو فيلسوف وأستاذ جامعي أمريكي، ولد في 19 أكتوبر 1926 في ديترويت في الولايات المتحدة، وتوفي في 29 مارس 2004 في توسان في الولايات المتحدة.

## وصلات خارجية
- جويل فاينبيرغ على موقع الموسوعة البريطانية (الإنجليزية)